# Eurycea waterlooensis
Eurycea waterlooensis (tên tiếng Anh: Austin Blind Salamander) là một endangered loài kỳ giông thuộc họ Plethodontidae.
Nó là loài đặc hữu của Barton Springs in Austin, Texas, Hoa Kỳ.
Môi trường sống tự nhiên của chúng là carxtơ nội địa. Nó là loài duy nhất được tìm thấy ở the spring exits at Barton Springs in the city of Austin. Its name is derived from Waterloo, the original name of Austin.